# Domanów
Domanów je polská vesnice nacházející se v gmině Marciszów v Dolnoslezském vojvodství. Zástavba se nachází převážně u silnice číslo 5 vedoucí od severu k jihu. Ve vesnici se nachází katolický kostel Nanebevzetí Ježíše Krista a hřbitov.

## Galerie

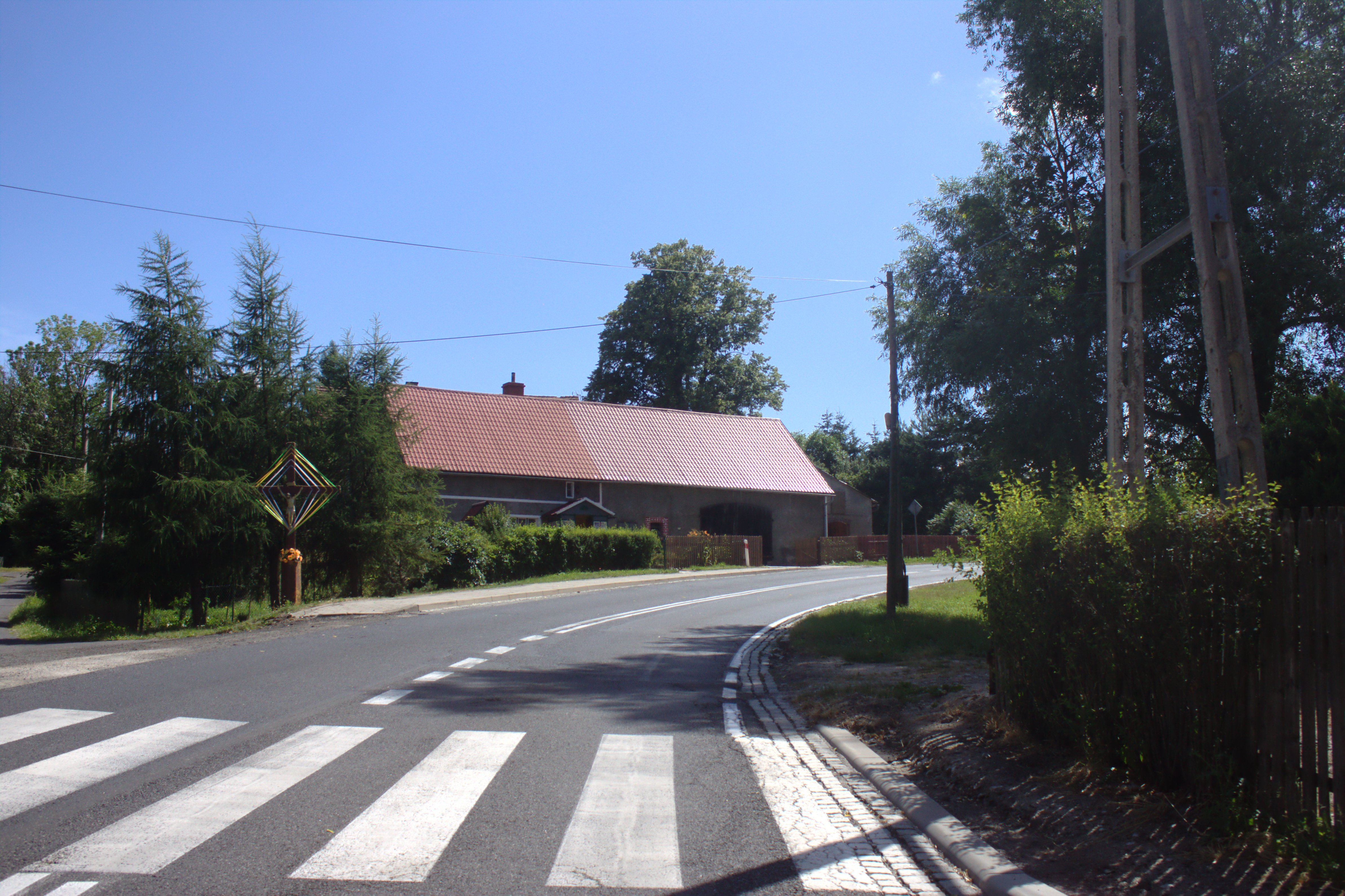
Zatáčka s křížem
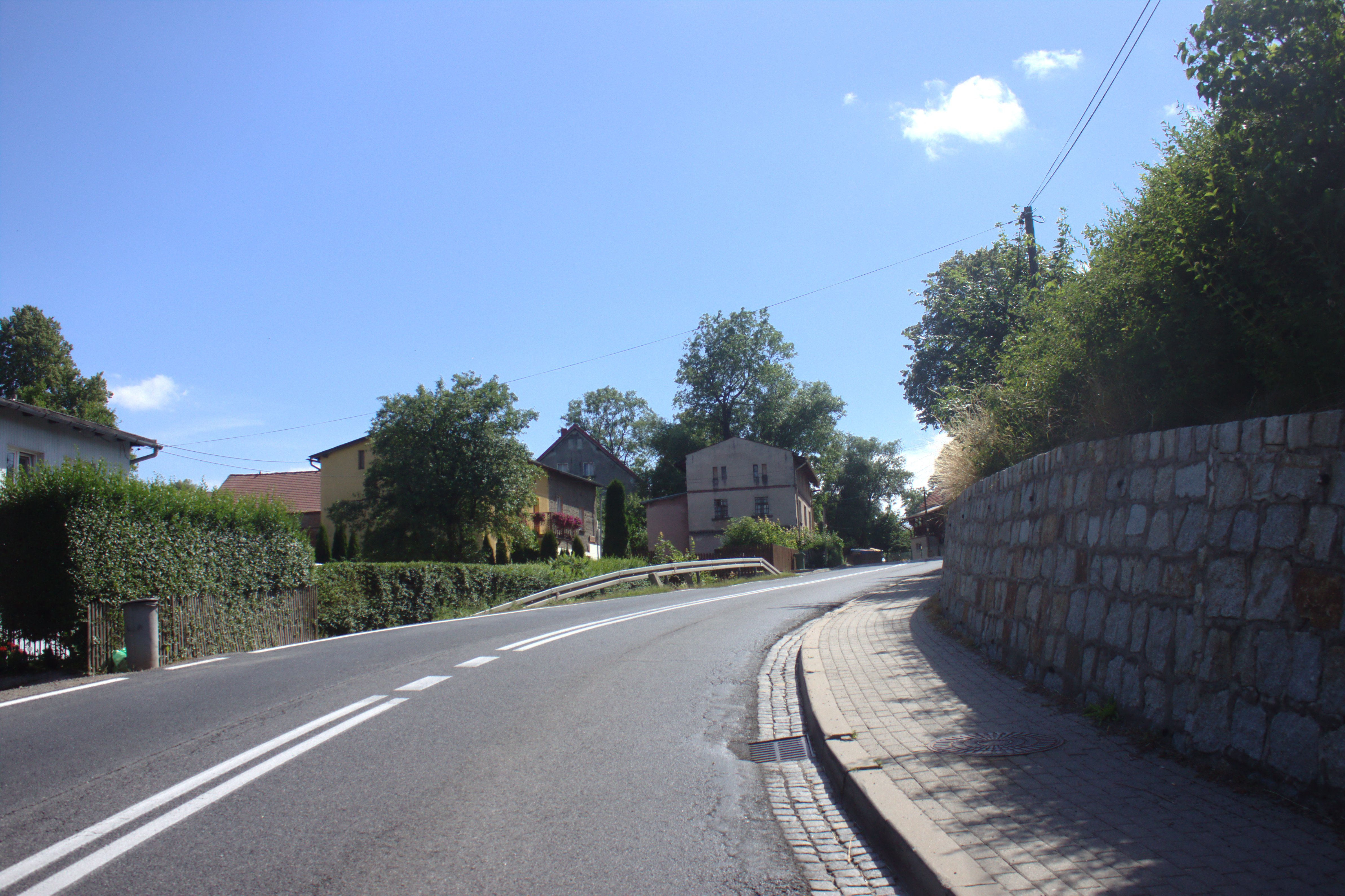
Domy za zatáčkou
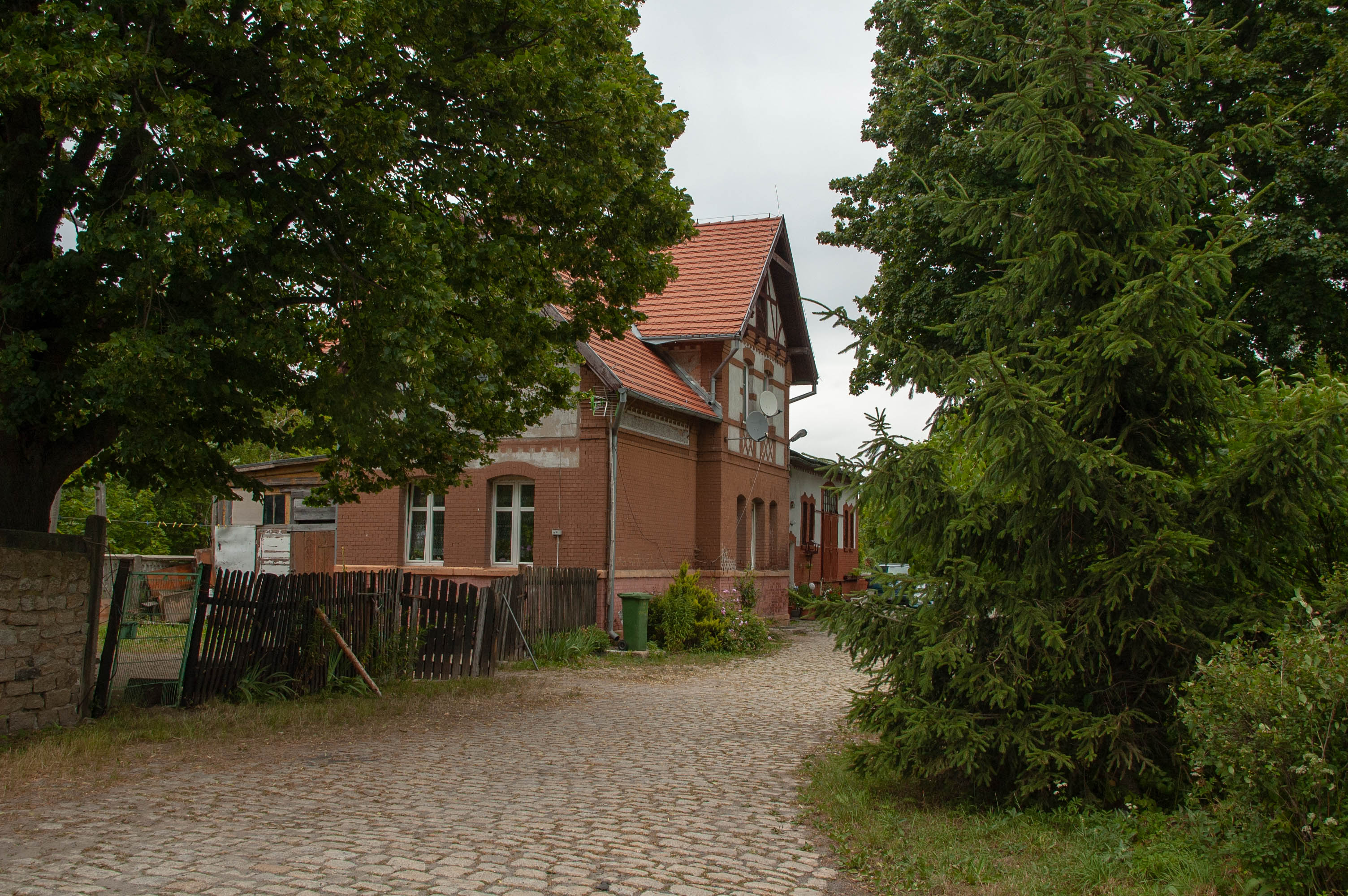
Dům
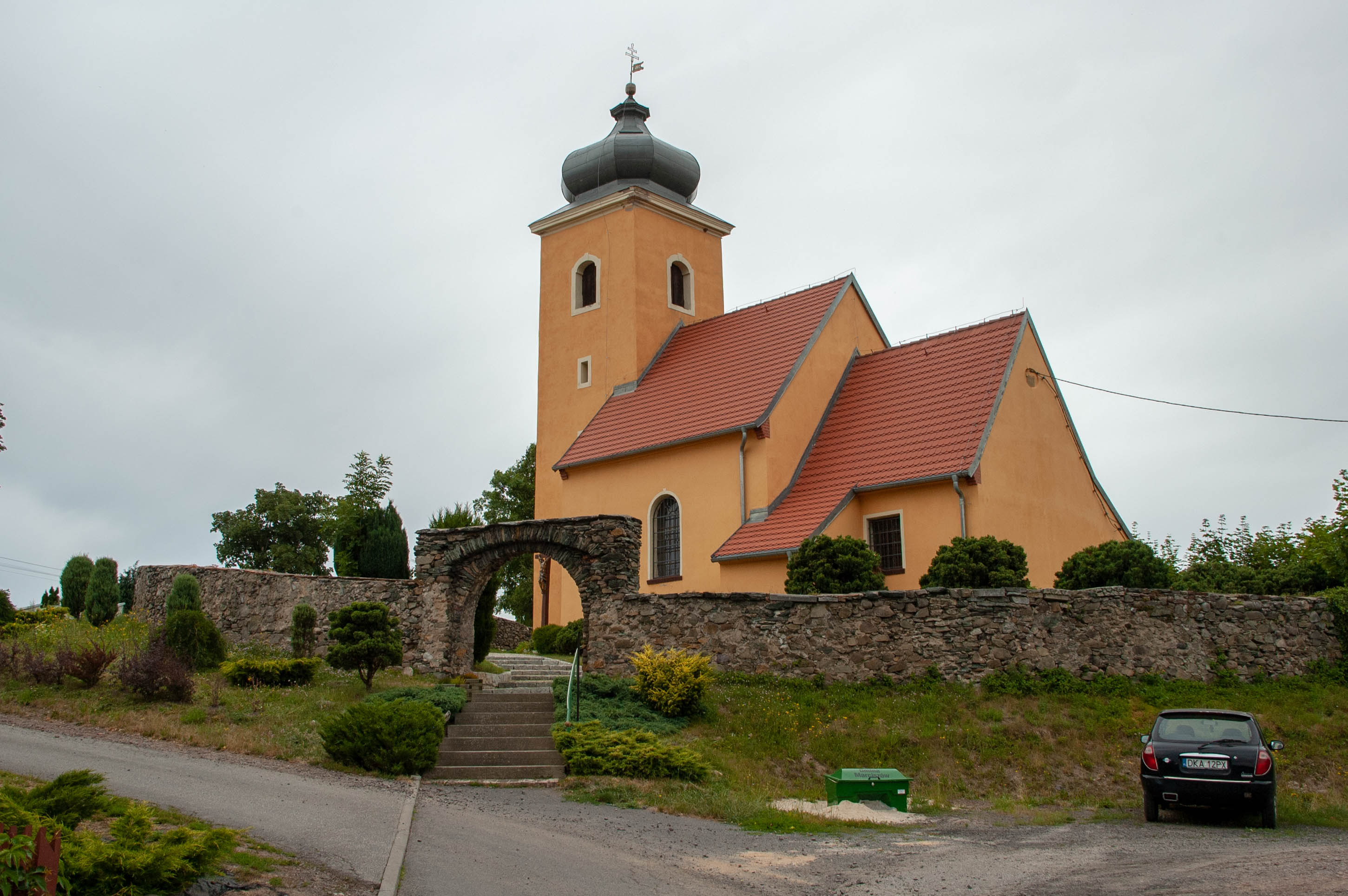
Kostel Nanebevzetí Ježíše Krista